# Roggia Maestra
La Roggia Maestra è un canale artificiale che origina nel comune di Torrebelvicino, attraversa il centro urbano di Schio e termina nel territorio di Marano Vicentino.

## Il percorso
La Roggia Maestra prende origine dalla destra orografica del torrente Leogra nel territorio comunale di Torrebelvicino, dove viene captata parte dell'acqua del torrente. La roggia si sviluppa in superficie attraversando la campagna fino ad attraversare il torrente Leogra mediante il Ponte Canale, struttura in ferro del 1883, presso il territorio comunale di Schio. Da questo punto la roggia attraversa il centro urbano scledense sviluppandosi a tratti in superficie e a tratti a livello sotterraneo. Una volta uscita da Schio la Roggia Maestra attraverso la campagna, prosegue in superficie verso Marano Vicentino, dove dà origine a svariate canalizzazioni secondarie, riversandosi infine nel letto del torrente Timonchio.

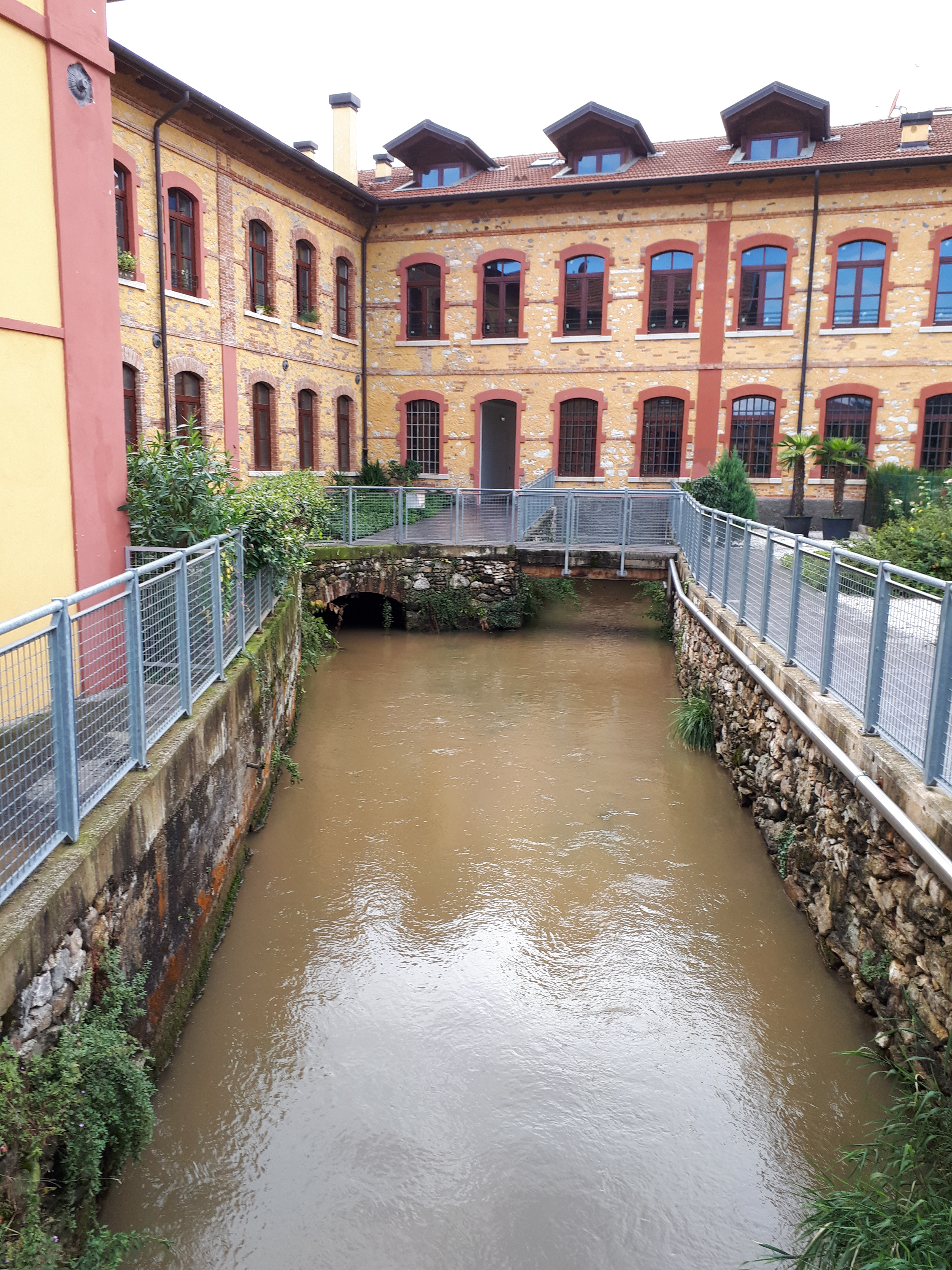
La Roggia Maestra in uscita dal complesso del lanificio Cazzola

## Storia

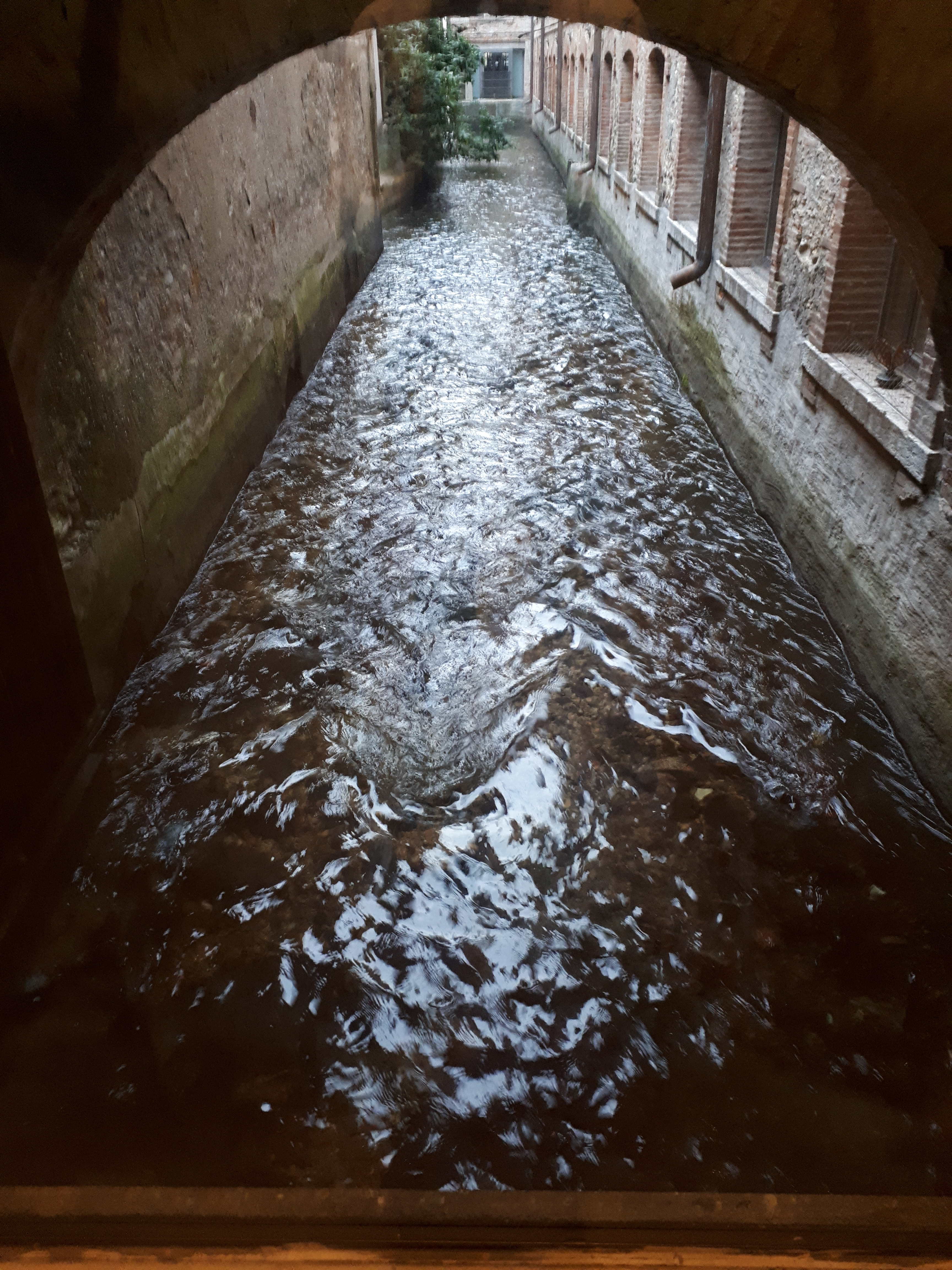
La Roggia Maestra ripresa dall'interno del lanificio Conte

Con ogni probabilità la Roggia Maestra venne fatta scavare nel primo Duecento dal conte Uberto III Maltraverso in seguito ad una rovinosa alluvione che fece straripare il Leogra.
Il primo documento noto che interessa la Roggia Maestra risale comunque al 1284. Fino a tutto il XVII secolo il canale prendeva origine alla sinistra orografica del torrente Leogra, in prossimità dell'affluenza del torrente Gogna per attraversare poi il centro abitato di Schio. Nel Settecento si operò per il prolungamento a monte della roggia mediante il collegamento con la roggia di Pievebelvicino (quest'ultima realizzata nel XIV secolo), che si sviluppava a destra del Leogra, mediante il "roston", ovvero una diga di sbarramento creata dentro il letto del torrente. Tale opera di sbarramento venne sostituita nel 1883 da un più funzionale Ponte Canale in ferro, tutt'oggi esistente.
Sin dalla sua fondazione la Roggia Maestra assunse un ruolo centrale per lo sviluppo economico di Schio: lungo il suo corso si insediarono numerose attività artigianali quali lavorazioni di lana, metalli, pelli, oltre agli usi domestici, agricoli e molitori, condizionando così anche lo sviluppo urbano della città. Gli Statuti Comunali del 1393 dedicavano alla manutenzione, pulizia, utilizzo della roggia numerosi articoli, a testimonianza della sua importanza. Ma è a partire dal Seicento che le attività imprenditoriali costituite lungo il corso del canale si sviluppano con particolare intensità, concentrandosi in particolare nel settore laniero, e facendo ottenere a Schio nel 1701 il privilegio di produrre i panni alti per la Repubblica Veneta. A titolo esemplificativo nel 1770 lungo la roggia si sviluppavano: 11 folli, 12 ruote per garzar panni, 30 ruote per grano, 3 magli da rame e ferro. Nel 1790: 22 folli, 23 ruote per garzar panni, 27 mulini e 1 maglio da rame e ferro. Nel 1795: 44 ruote sfruttavano l'energia della Roggia Maestra, metà ad uso protoindustriale legato alla lavorazione della lana, l'altra metà ad uso molitorio. Durante il periodo della dominazione napoleonica ed austriaca l'attività economica territoriale subì una marcata contrazione, per rivitalizzarsi nel corso dell'Ottocento, con l'insediamento di medie e grandi industrie lungo il tragitto del canale artificiale, utilizzato per produrre energia elettrica e forza motrice.
Il percorso della Roggia Maestra dopo il Ponte Canale in fianco delle rovine della segheria Dalla Vecchia, passa sotto via Lioy, entra nel lanificio Cazzola, passa sotto l'incrocio tra via Maraschin e via Cardatori, entra nel lanificio Lora, poi nel lanificio Rossi, intubato sotto il parcheggio Fabbrica Alta, entra nel lanificio Conte, emerge presso la turbina in Largo Fusinelle, prosegue sottoterra verso via Pasini, entra nell'area del ex-lanicifio Garbin (demolito, resta solo Palazzo Garbin), fiancheggia via Porta di Sotto, in parte scoperta e in parte no, emerge poi all'incroccio di via Fogazzaro e via Manin ai vecchi lavatoi e l'ex mulino De Lorenzi, passa intubato sotto gli stabilimenti De Pretto (ex Mulino  Grendene) e sotto la ferrovia ed emerge in via Paraiso al civico 11 vicino ai resti di una ruota, al parco Curtatone svolta verso Centro commerciale Nico, intubato fino a via Molette con la segheria Cavedon. Entra nella campagna verso via Paraiso e poi torna seguire via Molette al civico 19 fino a via Maranese, poi segue via dell'Artigianato per finire nel torrente Timonchio.
In una prima fase la portata della roggia era sufficiente per garantire il moto delle ruote collegate alle varie attività industriali per ottenere energia; già verso la fine dell'Ottocento si rese necessario trovare fonti di energia alternative: inizia in questo periodo l'epoca delle piccole centrali idroelettriche private fatte costruire lungo i torrenti dalle varie industrie, alcune delle quali sono ancora attive.